# فرودگاه اکبرپور
فرودگاه اکبرپور (به انگلیسی: Akbarpur Airport) (به زبان بومی: अकबरपुर एयरपोर्ट) یک فرودگاه است. این فرودگاه در کشور هند قرار دارد.